# Premsa de Luxemburg
La premsa de Luxemburg es caracteritza per haver-hi diaris matutins nacionals en diferents idiomes: alemay, francès i luxemburguès. Hi ha un total de 10 diaris matutins, la majoria dels quals són en alemany. La premsa també compta amb premsa mensual o setmanal.

## Llistat de periòdics luxemburguesos
| Nom del diari                   | Temàtica    | Tendència | Tipus    | Format | Grup editorial | Ref.  |
| ------------------------------- | ----------- | --------- | -------- | ------ | -------------- | ----- |
| Tageblatt                       | generalista | esquerra  | pagament |        |                | [ 1 ] |
| Lëtzebuerger Journal            | generalista |           | pagament |        |                |       |
| Wort                            | generalista | pagament  |          |        | [ 1 ]          |       |
| Zeitung vum Lëtzebuerger Vollek | generalista |           | pagament |        |                |       |
| Point 24                        | gratuït     |           | pagament |        |                |       |

| Nom del diari         | Temàtica    | Tendència       | Tipus    | Format | Grup editorial | Ref.  |
| --------------------- | ----------- | --------------- | -------- | ------ | -------------- | ----- |
| Le Quotidien          | generalista | centre-esquerra | pagament |        |                | [ 1 ] |
| La Voix du Luxembourg | generalista | pagament        |          |        | [ 1 ]          |       |
| L'essentiel           | generalista |                 | gratuït  |        |                |       |
| Point 24              | generalista |                 | gratuït  |        |                |       |

| Nom del diari       | Temàtica    | Tendència | Tipus | Format | Grup editorial | Ref. |
| ------------------- | ----------- | --------- | ----- | ------ | -------------- | ---- |
| D'Lëtzebuerger Land | generalista |           |       |        |                |      |

## Llistat de premsa mensual o setmanal
| Nom de la publicació | Tipus | Format | Grup editorial |
| -------------------- | ----- | ------ | -------------- |
| Agefi                |       |        |                |
| Le Jeudi             |       |        |                |
| d'Revue              |       |        |                |
| Woxx                 |       |        |                |

## Premsa desapareguda
- Luxemburger Ochenbaltt
- Journal de la ville et du Grand-Duché de Luxembourg
- Courrier du Grand-Duché de Luxembourg
- Der Volksreund
- L'Union
- Die neue Zeit
- Luxemburger Illustrierte